# اسلام‌آباد (بافق)
اسلام‌آباد روستایی در دهستان مبارکه بخش مرکزی شهرستان بافق استان یزد ایران است.

## جمعیت
بر پایه سرشماری عمومی نفوس و مسکن در سال ۱۳۹۵ این روستا بدون جمعیت بوده‌است.